# Pitthea fractimacula
Pitthea fractimacula är en fjärilsart som beskrevs av W. Warren 1897. Pitthea fractimacula ingår i släktet Pitthea och familjen mätare. Inga underarter finns listade i Catalogue of Life.